# Лоцвіль
Лоцвіль (нім. Lotzwil) — громада  в Швейцарії в кантоні Берн, адміністративний округ Верхнє Ааргау.

## Географія
Громада розташована на відстані близько 38 км на північний схід від Берна.
Лоцвіль має площу 6,2 км², з яких на 15,5% дозволяється будівництво (житлове та будівництво доріг), 47,3% використовуються в сільськогосподарських цілях, 37,1% зайнято лісами, 0,2% не є продуктивними (річки, льодовики або гори).

## Демографія
2019 року в громаді мешкало 2628 осіб (+6,1% порівняно з 2010 роком), іноземців було 16,8%. Густота населення становила 423 осіб/км².
За віковим діапазоном населення розподілялося таким чином: 21,1% — особи молодші 20 років, 60,2% — особи у віці 20—64 років, 18,8% — особи у віці 65 років та старші. Було 1143 помешкань (у середньому 2,3 особи в помешканні).
Із загальної кількості 892 працюючих 36 було зайнятих в первинному секторі, 413 — в обробній промисловості, 443 — в галузі послуг.